# Andaktsbild
En andaktsbild är en konstnärlig återgivning av ett kristet motiv där tanken är att den kan användas för stöd vid personlig bön och meditation.
Andaktsbilder kan ofta utgöras av ett mindre krucifix eller en annan avbildning av Jesus, men kan också vara en större avbildning eller skulptur. Andaktsbilder kan även vara en del av ett epitafium. Bilderna visar vanligen en helig figur, tagen ur sin kontext för att utgöra en känslomässigt kraftfull återgivning av ett visst tema.